# 苯并［a］咔唑
苯并[a]咔唑是一种稠杂环有机物，化学式为C16H11N。有多种方法可以合成该化合物，例如，它可由N-(2-溴苯基)-1-萘胺和叔丁醇钾在液氨中光照反应制得；2-(1-萘氨基)苯甲酸在乙酸钯、邻菲啰啉和碳酸银催化下于1,4-二氧六环中脱羧关环，也能得到该化合物。它和NBS反应，可以得到5-溴苯并[a]咔唑。